# Johnny English (film)
A Johnny English 2003-ban bemutatott brit–francia akcióvígjáték, melyet Peter Howitt rendezett. A főbb szerepekben Rowan Atkinson, Natalie Imbruglia, Ben Miller és John Malkovich látható. A film a klasszikus kémtörténetek, így például James Bond kalandjainak paródiája, a Johnny English-trilógia első része. 
Az Egyesült Királyságban 2003. április 11-én, az Amerikai Egyesült Államokban 2003. július 18-án bemutatott film vegyes kritikákat kapott, de bevételi szempontból sikeres volt: 40 millió dolláros költségvetés mellett világszerte több mint 160 millió dollárt termelt.
Két további folytatás követte: Johnny English újratöltve (2011) és Johnny English újra lecsap (2018).

## Cselekmény
Johnny English az angol titkosszolgálat irodai tisztviselője, aki izgalmas ügynökéletről álmodozik. Meg is kapja erre az esélyt, mikor több szerencsétlenség folytán (amikért részben ő volt a felelős) a titkosszolgálat összes ügynöke meghal. Englisht megbízza főnöke, hogy nyomozzon tovább egy gyanús ügyében: valaki el akarja lopni az angol koronázási ékszereket, amelyeket nemrég újítottak föl egy gazdag francia üzletember, Pascal Sauvage jóvoltából. English elmegy az ékszerek bemutatójára, ahol megismerkedik egy titokzatos szépséggel, Lorna Campbellel, valamint magával Sauvage-zsal is. Hirtelen sötét lesz a teremben és az ékszerek eltűnnek.
English másnap asszisztensével, Bough-fal együtt megtalálja ugyan a tolvajokat, de azok egy halottaskocsin elmenekülnek. A két ügynök egy autós üldözés után egy temetésen köt ki – ugyanis sajnos kiderül, hogy rossz halottaskocsit követtek.
English Sauvage-ot gyanítja az ékszerek elrablása mögött, de a titkosszolgálat főnöke, Pegasus, aki személyes barátja Sauvage-nak, visszautasítja ezt a vádat és eltiltja Englisht a francia üzletember körüli nyomozástól. English Bough-fal együtt mégis be akar törni Sauvage irodájába. De a peches ügynök először a hasonló kinézetű szomszéd épületbe, egy kórházba hatol be. Mikor végül mégis eljutnak a francia irodájába, sikerül megtekinteniük egy DVD-t, amiben Sauvage, aki távoli rokonságban áll az angol királyi házzal, elárulja, hogy Anglia királya akar lenni. Ekkor Lorna Campbell is csatlakozik hozzájuk, akiről kiderül, maga is ügynök és az Interpol számára nyomoz Sauvage ellen. Előtte az ügynökök megfigyelték, hogy Sauvage emberei éppen egy, a canterburyi érseket formázó gumimaszkot próbáltak egy férfira, akinek a hátsóján egy feltűnő tetoválás ékeskedett. Tudtukon kívül Sauvage később elveti az ötletet és a valódi érsekkel tervezi megkoronáztatni magát.
Néhány további ügyetlenkedés nyomán Englisht felfedezik és a főnöke felháborodva elveszi tőle az ügynökmunkát. English borzasztó csalódott, de Campbell, aki a nyomozás új megbízottja, visszahívja őt. Közben Sauvage emberei az angol királynőt lemondásra kényszerítik önmaga és összes utóda számára, így Sauvage marad az egyetlen legitim trónörökös.
English és Lorna elutazik Dél-Franciaországba és behatol Sauvage kastélyába, ahol az éppen a világ legjelentősebb bűnözőinek meséli el tulajdonképpeni tervét: Angliából egyetlen hatalmas börtönt akar csinálni az egész világ számára. English kiveszi a Sauvage terveit tartalmazó, kompromittáló DVD-t a lejátszóból, de leejti azt, és véletlenül egy másikat vesz magához. Englisht és Lornát fölfedezik és bebörtönzik, de Bough kiszabadítja őket, így éppen idejében visszaérnek Angliába a koronázásra.
English egy püspök álruhájában behatol a ceremóniára, és a nyilvánosság előtt megvádolja Sauvage-t. A bizonyítékként bejátszott DVD csak az otthonában éneklő-bohóckodó English-t mutatja (Sauvage ugyanis titkos felvételeket készíttetett az ügynökről annak lakásában), és a canterburyi érsek is valódinak bizonyul, miután English élő adásban lehúzta annak alsónadrágját. A felfordulásban English megszerzi a koronát, mire Sauvage dührohamot kap, az ügynökre lő és megmutatja igazi arcát. Végül véletlenül English fejére kerül a korona, aki azonnal letartóztattatja a franciát, majd visszaadja a királyi hatalmat a jogos királynőnek.
A film végén Englisht lovaggá ütötték, Sauvage-ra pedig felségárulásért halálbüntetés vár. English és Lorna épp romantikus csókra készülnek az ügynök Aston Martinjában, de English véletlenül hozzáér a kilövő gombhoz, ami a nőt a levegőbe röpíti.

## Szereplők
| Szereplő                         | Színész              | Magyar hang         |
| -------------------------------- | -------------------- | ------------------- |
| Johnny English titkos ügynök     | Rowan Atkinson       | Kálloy Molnár Péter |
| Angus Bough, English ügynöktársa | Ben Miller           | Anger Zsolt         |
| Lorna Campbell titkos ügynök     | Natalie Imbruglia    | Györgyi Anna        |
| Pascal Sauvage, a kapzsi francia | John Malkovich       | Kautzky Armand      |
| Pegasus, az MI7 főnöke           | Tim Pigott-Smith     | Uri István          |
| Miniszterelnök                   | Kevin McNally        | Lázár Sándor        |
| Carlos Vendetta                  | Douglas McFerran     | Forgács Gábor       |
| Dieter Klein                     | Steve Nicolson       | Csuja Imre          |
| Egyes ügynök                     | Greg Wise            | Bognár Zsolt        |
| Canterburyi érsek                | Oliver Ford Davies   | Cs. Németh Lajos    |
| Sir Anthony Chevenix             | Rowland Davies       | Korbuly Péter       |
| Roger                            | Tim Berrington       | Galbenisz Tomasz    |
| Halottaskocsi sofőrje            | Martin Lawton        | Holl János          |
| Pap                              | Neville Phillips     | Kardos Gábor        |
| Idős férfi                       | Sam Beazley          | Palóczy Frigyes     |
| Orvos                            | Kevin Moore          | Kajtár Róbert       |
| Igazságszérummal kezelt őr       | Faruk Pruti          | F. Nagy Zoltán      |
| Francia recepciós pincér         | Jack Raymond         | Kapácsy Miklós      |
| Rádióbemondó                     | Chris Tarrant        | Orosz István        |
| Bemondó                          | Trevor McDonald      | Koroknay Géza       |
| Az angol királynő                | Prunella Scales      | Bókai Mária         |
| Alexandra grófnő                 | Tasha de Vasconcelos |                     |

## A film zenéje
1. "A Man For All Seasons" – Robbie Williams
2. Theme from Johnny English
3. Russian Affairs
4. A Man of Sophistication
5. "Kismet"
6. Truck Chase
7. "The Only Ones" – Moloko
8. Parachute Drop
9. Pascal's Evil Plan
10. "Theme from Johnny English (Salsa verzió)"
11. Off the Case
12. Cafe Conversation
13. Into Pascal's Lair
14. Does Your Mother Know – ABBA
15. For England
16. Riviera Hideaway
17. Agent No. 1